# Sitobion smilacicola
Sitobion smilacicola är en insektsart som först beskrevs av Takahashi, R. 1924.  Sitobion smilacicola ingår i släktet Sitobion och familjen långrörsbladlöss. Inga underarter finns listade i Catalogue of Life.